# 南海区 (火星)

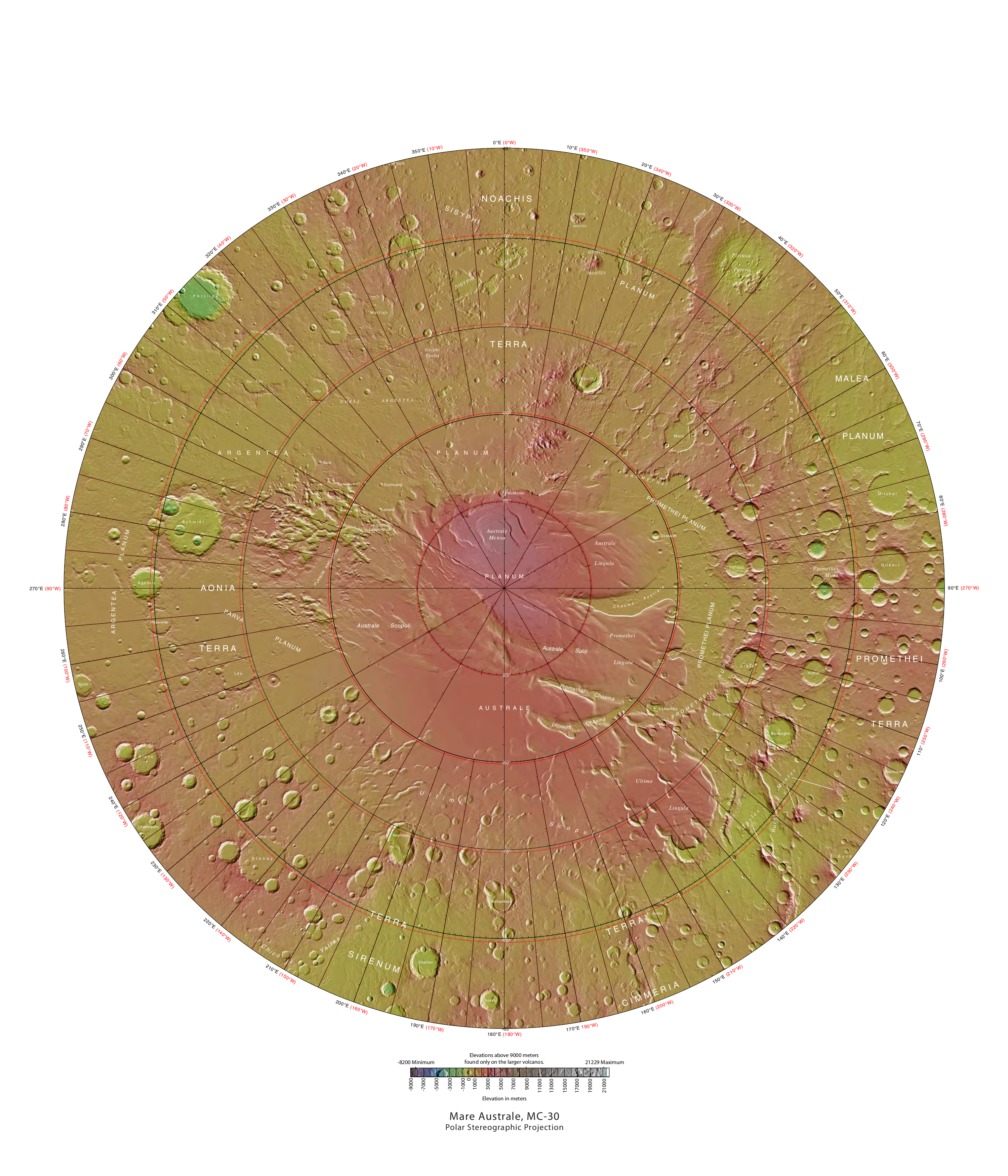
南海区

南海区（英語：Mare Australe quadrangle）是美国地质调查局太空地质学研究计划（Astrogeology Research Program）对火星表面划分的30个区域之一，编号为MC-30。
南海区覆盖了火星南纬65°以上的区域，包括火星南极冰帽及其周围的地区。